# Adolphe Sylvain
Pour les articles homonymes, voir Sylvain.
Adolphe Sylvain (Paris, 19 avril 1920 - Papeete, 22 mars 1991) est un photographe et cinéaste français.

## Biographie
Adolphe Sylvain (de son nom patronymique Adolphe) est l'un des grands photographes photojournalistes de Tahiti.
Muni d'un diplôme d'ingénieur des Travaux Publics, Sylvain découvre Tahiti à vingt-six ans. Il y installe Radio Tahiti, puis une boutique de photo. En 1969, il tourne, en famille, un feuilleton Téva opération Gauguin, son fils, Téva, y tenant le rôle principal. Ce feuilleton télévisé, diffusé en 1970 sur une chaîne métropolitaine, contribuera au lancement de la télévision en couleurs. À la même époque, la destruction par un incendie de ses archives photographiques, l'éloignera un temps de ce type d'activité.

## Publications
- (de + fr) (en) Adolphe Sylvain, Tahiti Sylvain, Köln New York, Taschen, 2001 (ISBN 978-3-822-86053-3)